# وادي قير
وادي قير هو نهر متقطع الجريان أو وادي يتدفق عبر مكناس تافيلالت والمنطقة الشرقية في جنوب شرق المغرب وولاية بشار في غرب الجزائر.